# Torchiarolo
Torchiarolo is een gemeente in de Italiaanse provincie Brindisi (regio Apulië) en telt 5067 inwoners (31-12-2004). De oppervlakte bedraagt 32,2 km², de bevolkingsdichtheid is 157 inwoners per km².

## Demografie
Torchiarolo telt ongeveer 1818 huishoudens. Het aantal inwoners daalde in de periode 1991-2001 met 4,9% volgens cijfers uit de tienjaarlijkse volkstellingen van ISTAT.
| Jaar | Inwoneraantal |
| ---- | ------------- |
| 1991 | 5391          |
| 2001 | 5127          |

## Geografie
De gemeente ligt op ongeveer 28 meter boven zeeniveau.
Torchiarolo grenst aan de volgende gemeenten: Lecce (LE), San Pietro Vernotico, Squinzano (LE).
Brindisi · Carovigno · Ceglie Messapica · Cellino San Marco · Cisternino · Erchie · Fasano · Francavilla Fontana · Latiano · Mesagne · Oria · Ostuni · San Donaci · San Michele Salentino · San Pancrazio Salentino · San Pietro Vernotico · San Vito dei Normanni · Torchiarolo · Torre Santa Susanna · Villa Castelli
1. ↑  https://demo.istat.it/?l=it.